# 177P/Barnard
El cometa 177P/Barnard, també conegut com a Barnard 2, és un cometa periòdic del sistema solar.
El cometa, també designat P/2006 M3, va ser descobert per Edward Emerson Barnard el 24 de juny de 1889, i redescobert al cap de 116 anys. El 19 de juliol de 2006, 177P va apropar-se a 0,36 ua de la Terra.
Dels dos altres cometes de Barnard, el primer, D/1884 O1 (Barnard 1), va ser vist per últim cop el 20 de novembre de 1884 i es creu que s'ha desintegrat. L'últim, 206P/Barnard-Boattini, va marcar el principi d'una nova era en astronomia cometària, ja que va ser el primer a ser descobert per fotografia. Va ser un cometa perdut després del 1892, fins que va ser redescobert accidentalment el 7 d'octubre de 2008 per Andrea Boattini.